# Takhrij al-hadith
 (avril 2022).
Le Takhrījj (en arabe : تخريج) est utilisé dans la science des ahadiths islamiques pour décrire un processus dans lequel les sources et l'isnad des hadiths qui ont été transmis sans cette information sont déterminés. La procédure est d'une grande importance car dans de nombreux livres de la littérature islamique, les hadiths sont cités sans de telles références.
À partir du 13è siècle, divers musulmans ont écrit leurs propres ouvrages de takhrīj, dans lesquels ils vérifiaient la fiabilité des hadiths cités dans d'autres livres et prouvaient de quelles collections de hadiths ces hadiths étaient tirés. Par exemple, le savant hanafite Jamāl al-Dīn az-Zailaʿī (décédé en 1361) a écrit un takhrīj sur les hadiths de l'important manuel juridique hanafite al-Hidāya d' al-Marghinānī (décédé en 1196/ou 97). Et Ibn Hajar al-ʿAsqalānī (m. 1449) a dédié un takhrīj au Kaššāf, le célèbre commentaire coranique d'al-Zamakhsharī, dans lequel il a examiné les hadiths qui y sont cités. Même avant cela, le professeur d'Ibn Hajar Zayn al-Dīn al-ʿIrāqī (m. 1404), avait préparé un ouvrage takhrīj très critique sur les hadiths qu'al-Ghazālī (m. 1111) utilisa dans son principal ouvrage mystique Iḥyāʾ ʿulūm ad-dīn . Divers travaux sur les fondements méthodologiques du processus takhrīj ont ensuite été écrits.

## Littérature
- Jonathan A. Brown : Hadith. L'héritage de Muhammad dans le monde médiéval et moderne . Publications Oneworld, Oxford, 2009. p.112.
- Mehmet Gormez : "Tahrîc" dans Türkiye Diyanet Vakfı İslâm ansiklopedisi Vol. XXXIX, pp. 419a-420c. numérisé